# Ida (mitologie)
Ida era o nimfă care a fost rugată de Rhea să îi hrănească fiul, pe Zeus, în secret, într-o peșteră, pentru a-l proteja de tatăl lui, Cronos. Ida și sora ei, Adrasteia, care țineau la copilul Zeus, erau probabil fiice ale lui Melisseus. Surorile l-au hrănit pe Zeus cu laptele caprei Amaltheea.